# ألبرت أولدمان
ألبرت أولدمان (بالإنجليزية: Albert Oldman)‏ (18 نوفمبر 1883 – 15 يناير 1961) هو ملاكم من المملكة المتحدة راحل، مثّل بلاده في الألعاب الأولمبية الصيفية 1908.

## روابط خارجية
ألبرت أولدمان على موقع بوكس ريك (الإنجليزية) (registration required)
- ألبرت أولدمان على موقع اللجنة الأولمبية الدولية (الإنجليزية)
- ألبرت أولدمان على موقع أوليمبيديا (الإنجليزية)